# 圣让当热利区
圣让当热利区（法語：Arrondissement de Saint-Jean-d'Angély）是法国滨海夏朗德省所辖的一个区。总面积1416平方公里，总人口52388，人口密度37人/平方公里（2017年）。主要城镇为圣让当热利。

## 辖区
圣让当热利区辖有110个市镇。